# Сорано, Даниель
Даниель Сорано́ (фр. Daniel Sorano; 14 декабря 1920, Тулуза — 18 мая 1962, Амстердам) — французский актёр театра и кино, театральный деятель, режиссёр.

## Биография
Сын работника Дакарского апелляционного суда.
Окончил Консерваторию драматического искусства в Тулузе. В 1947 году участвовал в организации театральной труппы «Гренье де Тулуз»; играл здесь Скапена, Бьонделло («Укрощение строптивой» Шекспира), эпизодические роли — Жандарм («Макиавелли» Сервина), Приезжий («Эвридика» Ануя).
С 1952 года выступал в Национальном народном театре Парижа, где раскрылось его дарование, главным образом, как комедийного актёра. Д. Сорано обращался к традициям народного театра, ему были присущи заразительный юмор, жизнеутверждение.
Д. Сорано был режиссёром спектаклей «Шалый» (1955) и «Мнимый больной» (1957). В 1960 году вступил в труппу М. Рено — Ж. Л. Барро, где создал образ Шейлока. Играл в телевизионных спектаклях роли Отелло, Макбета, Сирано де Бержерака. В этих работах проявились новые черты искусства актёра — тонкий психологизм, яркий трагедийный темперамент.
Снимался в кино. Сыграл в около 25 фильмах. Стал популярен после фильма  «Три мушкетёра» (1961), в котором сыграл роль кардинала Ришельё.
Умер от сердечного приступа в Амстердаме.

## Театральные роли
- Скапен; Маскариль, Арган, Сганарель («Шалый», «Мнимый больной», «Дон Жуан» Мольера),
- Арлекин («Торжество любви» Мариво),
- дон Сезар де Базан («Рюи Блаз» Гюго),
- Фигаро.

## Фильмография
- 1961 — Три мушкетёра — Ришельё (советский дубляж — Сергей Курилов)
- 1959 — Три мушкетёра — Портос
- 1959 — Порыв ветра
- 1959 — Макбет — Макбет
- 1955 — Большие манёвры — учитель фехтования (советский дубляж —Николай Граббе)
- 1953 — Сигнал на юг

## Память
- Учреждена премия им. Даниеля Сорано, присуждаемая Тулузской академией искусств и наук.
- Многие театры и залы Франции носят имя актёра.